# Santa Cecília de Barcedana
L'església de Santa Cecília de Barcedana fou una església de la vall de Barcedana. El seu emplaçament es desconeix, però tot fa pensar que era en algun lloc proper a Sant Martí de Barcedana. És, per tant, dins del terme municipal de Gavet de la Conca, en l'antic terme d'Aransís, dins del seu annex de Sant Miquel de la Vall.
És esmentada des del 930, en documents del monestir de Santa Maria de Gerri de la Sal.
Actualment no es té cap mena de notícia sobre el seu emplaçament exacte.